# Orel (dělostřelecká tvrz)
Dělostřelecká tvrz Orel (též U orla, Darkovičky) je tvrz, která byla plánována v důsledku zvolení Adolfa Hitlera kancléřem v Německu. Patřila mezi páteř obrany československého opevnění na severní hranici Československa. Stavba tvrze byla plánována do prostoru kóty 284 U orla nedaleko Darkoviček severně od Hlučína. Velikost osádky se plánovala na cca 405 vojáků. Stavba celé tvrze nebyla zadána, jen pěchotní srub MO-S 20 byl zadán firmě V. Nekvasil, stavební akciová společnost za zadávací částku 7 670 470,93 Kč. Firma začala s pracemi 27. dubna 1936.
Tvrz měly tvořit tři pěchotní sruby (MO-S 20, MO-S 20a, MO-S 20b), minometná věž (MO-S 20c), dělostřelecká otočná věž (MO-S 20d) a vchodový objekt (MO-S 20e). Ojedinělostí této tvrze bylo to, že čelo tvrze netvořily pěchotní sruby, ale nejvíce byla vysunuta dělostřelecká otočná věž, která byla po stranách chráněna pěchotními sruby. Teprve několik metrů za touto sestavou procházela hlavní obranná linie.

## Úkol tvrze
Místo, na kterém byla tvrz navržena, je z geografického hlediska velice výhodné, protože dělostřelecká otočná věž mohla ostřelovat významné silniční a železniční komunikace na nepřátelském území. Avšak při stavbě vyvstaly velké geologické problémy, zemina v prostoru se skládala z naprosto nevhodného podloží (písek, hlína, jíl), a proto byla výstavba odložena. Dalšími důvody byly také finance, nedostatečná stavební kapacita a neujasněná koncepce stavby.

## Fotogalerie

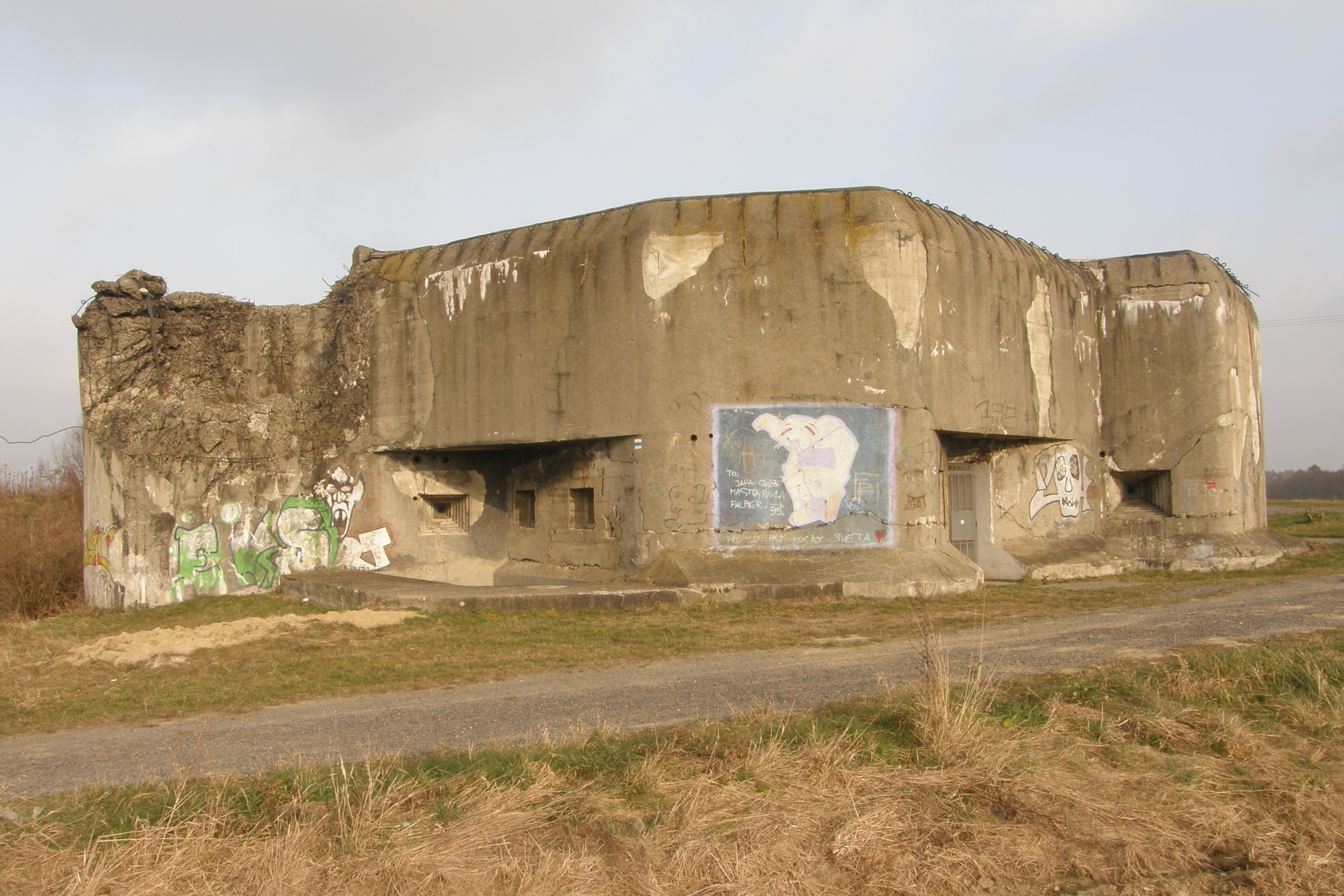
Pěchotní srub MO-O-S 20 Orel
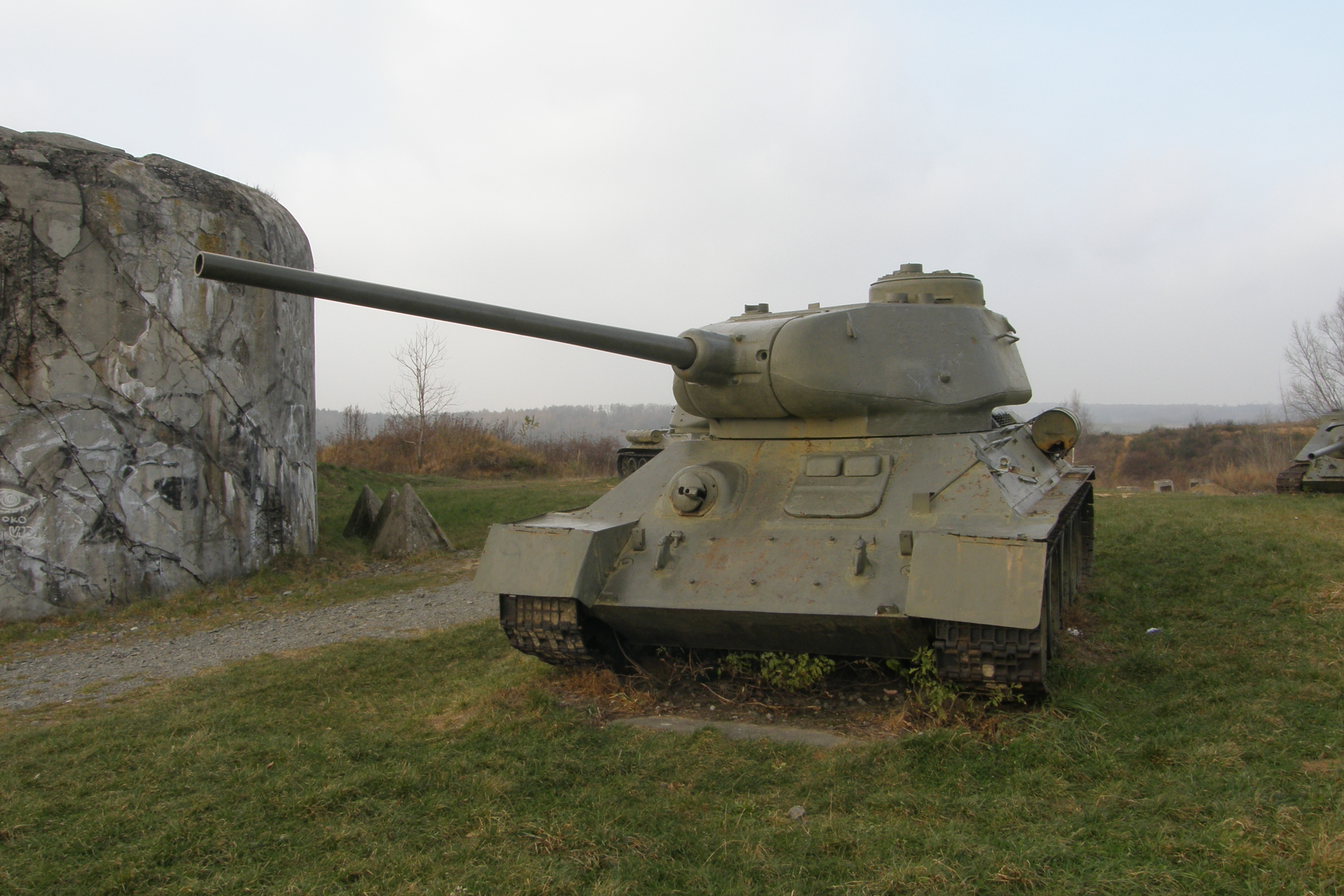
Tank T-34/85 v blízkosti srubu